# Assassin's Creed Revelations
Pour les articles homonymes, voir la page de la série de jeux vidéo Assassin's Creed.
Assassin's Creed Revelations est un jeu vidéo d'action-aventure et d'infiltration développé par Ubisoft Montréal et édité par la société Ubisoft fin 2011 sur PlayStation 3 et Xbox 360 ainsi que sur PC sous système Windows. C'est le quatrième jeu principal de la série Assassin's Creed et le troisième et dernier jeu centré sur le personnage d'Ezio Auditore ; il s'agit de la suite directe de Assassin's Creed: Brotherhood.
Le jeu est une fiction historique qui se déroule à Constantinople, la capitale de l'Empire ottoman. Le joueur y incarne alternativement Ezio Auditore au début du XVIe siècle – ainsi qu'Altaïr Ibn La-Ahad au XIIIe siècle par l'intermédiaire de ses souvenirs – dans la lutte que l'Assassin florentin livre aux Templiers et dans sa quête pour découvrir les secrets du légendaire Mentor Altaïr. Le jeu contient également une partie jouable se déroulant au XXIe siècle en Amérique, où le protagoniste de la série, Desmond Miles tente de libérer son esprit prisonnier de l'Animus et de prévenir la fin du monde de 2012.
Comme les autres jeux de la série, celui-ci se déroule dans un monde ouvert pour une narration à la troisième personne, et se concentre sur l'utilisation des talents de combat et d'agilité d'Ezio, Desmond et Altaïr pour éliminer des cibles et explorer l'environnement dans une quête principale et une multitude de missions secondaires. Le jeu propose également un mode multijoueur en ligne : le joueur, seul ou par équipe, a pour objectif d'assassiner des cibles ou d'échapper à ses poursuivants.
Vendu à plus de 7 millions d'exemplaires, le jeu obtient un accueil public et critique positif. Il est suivi en 2012 par Assassin's Creed III qui introduit un nouveau personnage, Connor, dans le contexte de la révolution américaine au XVIIIe siècle.

## Trame

### Contexte
Revelations contient les trois personnages principaux de la série : Desmond Miles, Altaïr Ibn La-Ahad et Ezio Auditore. La majorité de l'intrigue se déroule avec Ezio à Constantinople (l'Istanbul moderne), à partir de 1511. Il évolue dans quatre quartiers de la ville : Constantine, Bayezid, Imperial et Galata ; il se rend également en Cappadoce dans une ville troglodyte contrôlée par les Templiers, ainsi qu'à Masyaf (en Syrie actuelle) où l'ancienne forteresse des Assassins se dresse toujours. Au début du jeu, Ezio découvre que l'ancêtre de Desmond Miles, Altaïr a caché dans la capitale ottomane des clés menant à une arme capable de mettre fin définitivement à la guerre entre les Assassins et les Templiers.
Au XXIe siècle, Desmond poursuit quant à lui les événements débutés dans Brotherhood : après avoir rencontré Junon et activé la Pomme d'Éden qui a pris le contrôle de son corps pour tuer Lucy Stillman, Desmond se retrouve dans le coma. Rebecca, Shaun et un certain William décident donc de le remettre dans l'« Animus » pour le sauver. Là, Desmond y retrouve une reconstitution de la conscience du Sujet 16, qui lui explique que le mode de fonctionnement spécial où il se trouve dans l'Animus, appelé Black Room, lui permettra de continuer sa synchronisation avec ses ancêtres afin de parvenir à un « nexus de synchronisation ». Ce nexus temporel est un point dans le temps où les histoires d'Altaïr, Ezio et Desmond se rejoignent, permettant à Desmond de sortir de son coma.
Au cours du jeu, le personnage d'Ezio rencontre un grand nombre de personnages historiques, dont Manuel Paléologue, héritier du défunt empire byzantin, ou le prince Soliman, qui deviendra un jour l'un des sultans ottomans les plus connus de l'Histoire.

### Résumé

#### Solo
| \| Constantinople Cappadoce \| Villes et régions traversées. |
| Constantinople Cappadoce                                     |

La basilique Sainte-Sophie, l'un des monuments visibles dans le jeu.

Desmond retourne donc dans les mémoires d'Ezio Auditore, maintenant âgé de 52 ans et au terme de sa quête d'Assassin. Celui-ci recherche les secrets du grand maître Assassin Altaïr Ibn La-Ahad se situant dans la bibliothèque de la forteresse de Masyaf. Il y découvre l'entrée d'une pièce secrète mais surtout un groupe de soldats Templiers, qui opère dans cette région sous couvert de l'ancien empire Byzantin mais cherchant eux aussi les clés de la bibliothèque. Ezio apprend que les autres clés se trouvent à Constantinople (l'Istanbul moderne), alors capitale de l'Empire ottoman dominant la Cappadoce, où elles ont été cachées par Niccolò Polo. Les emplacements des clés sont encodés dans des textes, eux-mêmes dissimulés dans les monuments de la ville, et afin de déchiffrer les écrits du voyageur, Ezio fait appel à Sofia Sartor, une libraire italienne avec qui il entame une relation amoureuse. Ezio découvre aussi que les clés renferment des souvenirs d'Altaïr, qui aident le Maître Assassin à décider quel sera son avenir et celui de la Confrérie.
À travers les souvenirs d'Ezio, Desmond retrouve des fragments de sa propre mémoire, lui permettant de replonger dans ses propres souvenirs, mis en scène de manière sommaire par la Black Room. C'est au terme de ses souvenirs qu'il prendra enfin conscience de ce qu'il est véritablement, un Assassin. Il parvient également à accéder aux souvenirs de Clay, le sujet 16, sauvegardés dans la base de données de l'Animus.

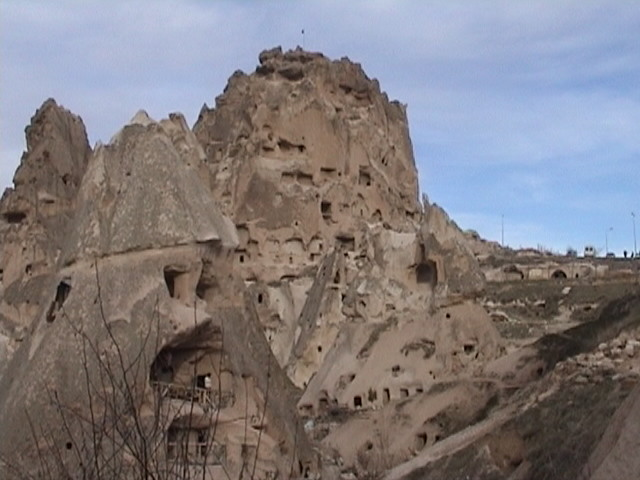
Un chapitre de l'histoire se déroule dans les habitations troglodytes de la Cappadoce.

Ezio doit également reprendre Constantinople tombée aux mains des Byzantins avec l'aide de Yusuf Tazim, le chef local des Assassins. Ils se retrouvent ainsi impliqués dans le conflit entre le Prince Ahmet et son frère Selim, tous deux désireux de s'emparer du sultanat. Ezio y fait aussi la connaissance d'un jeune étudiant, Suleiman, en réalité fils de Selim et prince Ottoman qui soupçonne un complot des Byzantins. En effet, Ezio découvre que Manuel Palaiologos est en train de lever une armée avec l'aide des Templiers pour renverser le pouvoir et restaurer l'Empire byzantin. Les deux hommes s'affrontent dans le repaire de Palaiologos, dans les montagnes de la Cappadoce. Là, Ezio découvre que le véritable chef de l'opération est Ahmet, l'oncle de Suleiman, qui souhaite atteindre lui aussi la bibliothèque afin d'utiliser les connaissances qui y sont contenues pour instaurer l'ordre idéal.
De retour à Constantinople Ezio part défier Ahmet, qui a tué Yusuf et pris Sofia en otage. Après un assaut sur l'arsenal de la ville, Ezio et Ahmet conviennent d'un échange : les clés de Masyaf contre la vie de Sofia. Ezio est donc contraint de donner les clefs à Ahmet mais celui-ci veut faire pendre Sofia, qu'Ezio sauve in-extremis. Ezio le poursuit, et ils entament une course de diligence, qui se termine par l'arrivée du nouveau sultan Selim qui s'empresse de précipiter du haut d'une falaise son propre frère. Selim ordonne ensuite à Ezio de quitter la ville avec Sofia et de ne plus revenir, laissant la vie sauve à un homme que Suleiman (le fils de Selim) tient en grande estime.
Un peu plus tard, l'Animus a lancé la suppression programmée de la Black room, considérant Desmond comme un virus et tentant de l'éliminer, le sujet 16 se sacrifie donc pour permettre à Desmond de finir son voyage. Desmond regarde alors l'avatar de Clay se faire supprimer et une dernière fois plonge dans les souvenirs d'Ezio. Ezio et Sofia partent donc pour Masyaf où ils ouvrent la bibliothèque d'Altaïr, mais celle-ci ne contient aucun livre, aucune révélation, seule réside au centre du sanctuaire des assassins, la dépouille d'Altaïr, mort de vieillesse et tenant une dernière clé.
L'ultime souvenir d'Altaïr montre son fils Darim, ce dernier venant de comprendre pourquoi son père a fait construire une bibliothèque sans y déposer son Codex lui fait ses adieux avant de quitter la forteresse de Masyaf assiégé par les Mongols. Altaïr s'enferme dans la pièce avec la Pomme d’Éden, s'assoie, enregistre ses dernières pensées et meurt, attendant un futur Assassin afin de lui léguer le secret de sa vie. Face à cette nouvelle Pomme, Ezio décide de la laisser dans le Sanctuaire et a enfin sa révélation. Tout comme Altaïr, il n'est qu'un messager à travers le temps, il s'adresse alors directement à Desmond, qu'il sait présent à cet instant et lui délivre un message venu depuis l'aube de l'humanité, tout en lui demandant de donner un sens à tous ces sacrifices.
Desmond arrive enfin à ce nexus temporel, à ce point où son histoire, celle d'Ezio et celle d'Altaïr ne font plus qu'une et reçoit le message d'un représentant de Ceux-qui-étaient-là-avant, Jupiter.
Jupiter lui raconte qu'avant et après sa destruction, leur but a toujours été de protéger la Terre, et que les Sanctuaires ont été créés par Minerve, Junon et lui-même, alors chargés de trouver une solution pour protéger la Terre d'un cataclysme cyclique. Mais ils échouèrent et ce fut la fin de leur civilisation. Seule une poignée des siens et 10 000 humains survécurent et rebâtirent alors le monde tel que nous le connaissons. Jupiter l'exhorte alors à se rendre près de Turin dans l'état de New York afin d'y trouver le Grand Temple, l'endroit où ils ont « travaillé et tout perdu ». C'est alors que Desmond parvient à reprendre conscience et voit Shaun, Rebecca et William Miles, son père, en route vers les coordonnées (43 39 19 N, 75 27 42 W) récupérées dans le DLC « La disparition de Da Vinci ». Desmond, à présent conscient de son identité d'Assassin, sait maintenant où aller, et quoi faire.
Quête d'Altaïr
Dans sa quête des clés, Ezio découvre que celles-ci cachent des souvenirs d'Altaïr Ibn La-Ahad, prenant place avant et après les événements du premier jeu. Après la mort d'Al Mualim, Altaïr a pris possession de la Pomme d’Éden pour l'étudier puis a pris la tête de la Confrérie des Assassins, malgré la rancœur d'Abbas, un autre Assassin qui hait Altaïr. Quand ce dernier part avec Maria Thorpe et leurs fils repousser l'invasion mongole, Abbas le renverse et fait tuer le plus jeune fils d'Altaïr avant de le bannir. Par vengeance, Altaïr tente de tuer Abbas mais Maria s'interpose et se fait tuer ; Altaïr n'a plus d'autre choix que l'exil avec son fils aîné Darim. Son exil durera 20 ans, durant lesquels Abbas sombre dans la paranoïa et la réclusion, entraînant ainsi la mise à mal de l'Ordre. Au retour d'Altaïr, celui-ci est acclamé et reçoit le soutien des Assassins, il tue Abbas et reprend le contrôle de Masyaf. Il aura deux nouveaux apprentis, les frères Polo, à qui il confiera son Codex, et cinq artefacts anciens permettant d'ouvrir sa bibliothèque.

#### Multijoueur
La partie multijoueurs possède sa propre intrigue, axée sur le point de vue des Templiers. Dans les locaux d'Abstergo Industries, Warren Vidic sélectionne les employés qui ont réalisé les meilleures performances dans l'Animus avant de leur dévoiler les secrets des Templiers. L'un d'eux se détache rapidement du lot et continue sa formation dans l'Animus pour pouvoir bénéficier de l'effet de transfert. Il devient un membre à part entière de l'Ordre des Templiers et accède à des informations confidentielles au sujet des Assassins, de la Première Civilisation et des agents doubles travaillant contre leur volonté pour Abstergo, les Dormeurs. L'un de ces Dormeurs, Daniel Cross, ancien sujet 4, lui administre une substance permettant de suivre ses déplacements. Laetitia England, chef de la Division des opérations d'Abstergo, et Vidic lui confient alors sa première mission : la capture du mentor de l'ordre des Assassins, William Miles, qu'ils viennent de localiser.

### Contexte historique
L'histoire se déroule dans le XVIe siècle, dans le nouvel empire ottoman.

## Système de jeu

### Solo
La présentation du jeu à la convention E3 2011 montre que la vision d'aigle a évolué chez Ezio, devenue le Eagle sense (lit. « sens de l'aigle »). Cette fonctionnalité permettra d'avoir une vision étendue du comportement des ennemis, de sorte qu'on pourra prévoir certains des mouvements des adversaires ou repérer un traître dans une foule. Les différentes innovations apparues dans Brotherhood, comme les alliés, les bombes et le système de combat, seront améliorées. Par exemple, la conception des bombes se fera par la recherche de plusieurs ingrédients dans les différents lieux, permettant ainsi une personnalisation. La gestion des Assassins disposera notamment d'un système de classe.
Ezio dispose d'un nouvel accessoire : un crochet qui lui permet de s'accrocher aux cordes pour circuler plus rapidement sur les cordes (glisser sur une corde tendue ou grimper à la façon des palans de Brotherhood) ou faire une esquive au crochet.

### Multijoueurs
Le mode multijoueur, initié dans Brotherhood, est également présent et amélioré : en plus de la possibilité de personnalisation des personnages (costumes et armes) et la création d'une guilde, de nouveaux modes de jeu et de nouvelles cartes sont disponibles, notamment l'île de Rhodes,. Le joueur peut aussi y débloquer plusieurs informations sur Abstergo à mesure qu'il gagne des points. Dans la version finale du jeu, vingt personnages sont disponibles.

## Développement

### Promotion
Leur page de réseau social incite les fans de la série à utiliser le marketing viral sur le jeu afin d'obtenir différents indices sur le jeu ; ainsi, plusieurs dates et objets sont révélés, avant que le 5 mai, le magazine GameInformer révèle que les trois personnages de la série, à savoir Desmond Miles, Altaïr et Ezio, seront tous jouables ; l'intrigue d'Ezio prendra part à Constantinople alors que l'Empire ottoman est à son apogée. Dans un communiqué de presse, Ubisoft fait état d'une nouvelle faculté « révolutionnaire », permettant de manipuler les souvenirs de Desmond via l'Animus, afin de décrypter son passé et d'influencer son futur. De nouveaux modes multijoueurs seront également au programme.

## Accueil

### Accueil critique
Assassin's Creed: Revelations a reçu une majorité de critiques positives à sa sortie. Les agrégateurs GameRankings et Metacritic  donnent aux différentes versions (PC, PS3 et Xbox 360) des notes situées entre 74 et 80 % de critiques positives. Par comparaison, le jeu précédent Brotherhood a obtenu entre 88 et 90 % et le jeu suivant, Assassin's Creed III entre 85 et 91 % de critiques positives.
Le jeu reçoit le prix Historia du jeu vidéo en 2012.

### Ventes
Le PDG d'Ubisoft, Yves Guillemot a annoncé peu avant la sortie du jeu, en novembre 2011, que les pré-commandes pour le jeu avaient dépassé celles de l'opus précédent, Assassin's Creed: Brotherhood. Revelations a été le quatrième jeu vidéo le plus vendu aux États-Unis en novembre 2011 et Ubisoft a rapidement annoncé une hausse de 10 % des ventes par rapport à Brotherhood pour la même période, soit un total de 1,26 million de copies le premier mois. Au Royaume-Uni, Revelations prend la seconde place des jeux les mieux vendus pour sa première semaine de sortie et 61 % des ventes ont eu lieu pendant les 24 premières heures. Au niveau mondial, au 15 février 2012, soit quatre mois après sa sortie, le jeu a été vendu à près de 7 millions d'exemplaires.

## Contenu téléchargeable (DLC)

### Pack de personnagesLes Ancêtres
Ce pack de contenu téléchargeable pour le mode multijoueur permet d'obtenir quatre nouveaux personnages : l'Écumeur, la Corsaire, le Brigand et le Gladiateur. Chaque personnage est personnalisé avec des tenues uniques, des armes et des attaques uniques.

### Pack de cartes duVoyageur Méditerranéen
Ce pack de contenu téléchargeable pour le mode multijoueur permet d'obtenir trois cartes inédites (Jérusalem, Constantinople et Dyers), ainsi que trois cartes provenant d'Assassin's Creed: Brotherhood (Florence, San Donato[Lequel ?] et Sienne).

### L'Archive perdue
Une extension du mode solo, intitulée L'Archive perdue (The Lost Archive) est sortie le 28 février. Celle-ci porte sur le sujet 16 et son expérience passé chez Abstergo.
On y découvre la vie de Clay Kaczmarek qui a grandi auprès d'un père qui le destinait à devenir ingénieur. Pour lui faire plaisir, Clay se lance dans cette voie mais son père se révèle vite invivable au point que la mère de Clay décide de quitter leur domicile. Clay commence alors une thérapie mais son état s'améliore nettement lorsqu'il rencontre William Miles qui fait de lui un Assassin. Sa première mission est d'infiltrer les locaux d'Abstergo où il découvre un dossier parlant du projet Animus.
Clay se rend en Italie et se présente à Warren Vidic comme un candidat volontaire au projet Animus. Vidic accepte immédiatement, d'autant plus que Clay est le descendant d'Adam. Sa mission est de découvrir l'objectif des Templiers puis de s'enfuir avec l'aide de Lucy Stillman, infiltrée chez Abstergo depuis ses 17 ans. Grâce à l'effet de transfert, il entre en contact avec Junon qui lui demande de venir en aide à un certain Desmond Miles. Clay commence par refuser.
Au cours d'une session dans l'Animus, l'un de ses ancêtres italien discute avec un autre homme au sujet d'un Assassin nommé Ezio Auditore. Vidic ordonne sur le champ la recherche du descendant d'Ezio.
Aidé de Lucy, il surprend, au bout d'un an, une conversation de Vidic au cours d'une escapade nocturne. Il apprend que le but des Templiers est de mettre la main sur une Pomme d'Eden et de l'envoyer en orbite autour de la Terre pour soumettre l'humanité à leur pouvoir. Il apprend également la trahison de Lucy. Vidic et elle préparent l'arrivée de Desmond Miles : si les recherches ne progressent pas assez vite, Lucy devra emmener Desmond chez les Assassins pour le mettre en confiance jusqu'à ce que Vidic débarque dans leur repaire, les forçant à fuir. Visiblement, Lucy se sent abandonnée par William et la Confrérie des Assassins mais il est aussi probable qu'elle soit devenue une Dormeuse.
En visionnant les vidéos de surveillance, Lucy apprend que Clay a découvert son secret. Ne voulant pas que William apprenne sa trahison, elle supprime néanmoins les vidéos mais abandonne Clay à son sort.
C'est la descente aux enfers pour Clay Kaczmarek, le sujet 16. Il finit par accepter la proposition de Junon de venir en aide à Desmond Miles. Il repeint les murs de sa chambre avec son propre sang pour lui laisser des indices avant de mourir, épuisé et à moitié fou. Avant d'en finir, il crée une copie de sa mémoire qu'il laisse dans l'Animus.

## Licence
Assassin's Creed III est annoncé peu après la sortie de Revelations pour une sortie fin 2012. Le jeu poursuit et termine les aventures de Desmond Miles, mais le personnage d'Ezio Auditore y est remplacé par un de ses descendants né de l'union d'un immigrant britannique et d'une amérindienne de la tribu des mohawks, Ratonhnhaké:ton ou Connor, pendant la guerre d'indépendance des États-Unis et les trois décennies de la révolution américaine.